# 맥켄지 스콧

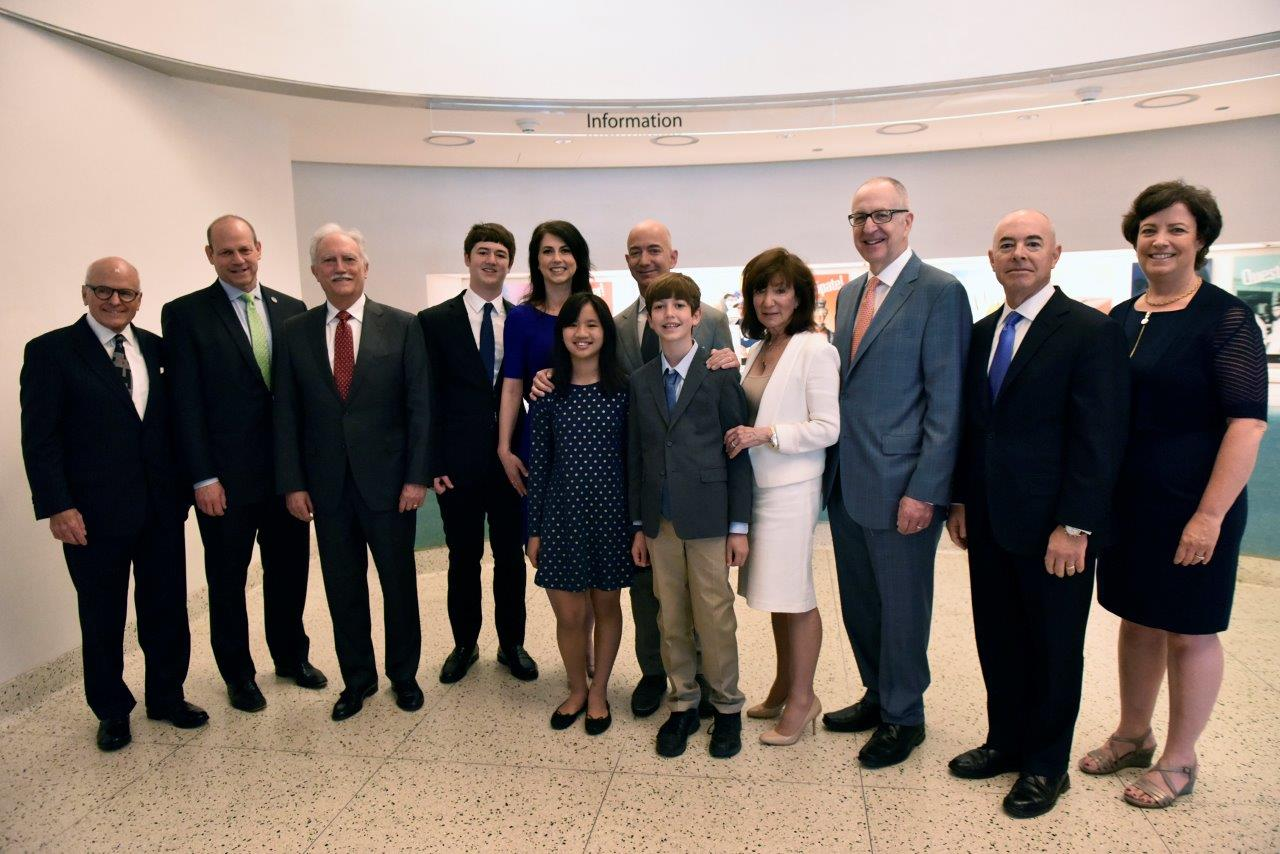
푸른 드레스를 입고 있는 사람이 스콧이다. 2016년 6월 14일 귀화 세레머니 당시의 모습이다.

맥켄지 스콧(MacKenzie Scott, 성씨: Tuttle, 이전: Bezos, 1970년 4월 7일 ~ )은 미국의 소설가이자 자선가이다. 2022년 12월 현재 그녀는 전 남편 제프 베이조스가 설립한 회사인 아마존의 지분 4%로 인해 순자산 270억 달러를 보유하고 있다. 이로써 스콧은 미국에서 세 번째로 부유한 여성이자 세계에서 47번째로 부유한 사람이다. 스콧은 2021년 포브스가 선정한 세계에서 가장 영향력 있는 여성으로 선정되었으며, 2020년 타임지 선정 가장 영향력 있는 100인 중 한 명으로 선정되었다.
2006년 스콧은 2005년 데뷔 소설 루터 올브라이트의 시험(The Testing of Luther Albright)로 아메리칸 북 어워드(American Book Award)를 수상했다. 그녀의 두 번째 소설 트랩스(Traps)는 2013년에 출판되었다. 그녀는 2014년에 괴롭힘 방지 단체인 바이스탠더 레볼루션(Bystander Revolution)을 설립한 이후 전무이사로 재직하고 있다. 스콧은 서약을 통해 2020년에 미화 58억 달러의 자선 기부금을 기부했다. 이는 개인이 자선 단체에 기부한 연간 최대 기부금 중 하나이다. 그녀는 2021년에 27억 달러를 추가로 기부했다. 2022년 12월 중순 현재 스콧은 1,600개가 넘는 자선 단체에 총 140억 달러를 기부했다.